# Roberto Calasso
Roberto Calasso (Florencia, 30 de mayo de 1941-Milán, 28 de julio de 2021) fue un escritor y editor italiano. Además de su lengua materna, Calasso dominaba el francés, el inglés, el español, el alemán, el griego y el latín. También había estudiado el sánscrito. Se le consideraba como una "institución literaria de una sola persona". El concepto temático fundamental de su obra es la relación entre el mito y la emergencia de la conciencia moderna.

## Biografía
Calasso nació el 30 de mayo de 1941 en Florencia en una familia de la clase alta toscana conectada con grandes intelectuales italianos de la época. Su abuelo materno, Ernesto Codignola, era profesor de filosofía en la Universidad de Florencia. Codignola fundó una editorial llamada La Nuova Italia en Florencia, como había hecho su amigo Benedetto Croce en Bari con la editorial Laterza. Tristano Codignola, tío de Calasso, participó en la resistencia italiana durante la Segunda Guerra Mundial y llegó a ser ministro de educación después de la guerra. Su madre, Melisenda, que dejó su carrera académica para criar tres hijos, era una erudita en literatura alemana, especializada en las traducciones de Píndaro hechas por Hölderlin. Su padre, Francesco, era profesor de derecho, primero en la Universidad de Florencia y luego en Roma, donde llegó a ser decano de su facultad. Fue arrestado por las milicias fascistas luego del asesinato de Giovanni Gentile y sentenciado a muerte, pero salvado por la intervención de amigos de Gentile, con quien la familia tenía conexiones por la rama materna, y del cónsul alemán Gerhard Wolf.
A los 12 años, Calasso conoció a Enzo Turolla, profesor en la Universidad de Padua, que fue una gran influencia y con quien trabó una larga y estrecha amistad. En 1954, la familia se mudó a Roma donde Calasso desarrolló una pasión por el cine. Estudió literatura inglesa en la Universidad de Roma y se graduó con una tesis donde revisa el arquetipo del jeroglífico y la obra del escritor inglés Thomas Browne, dirigida por Mario Praz.
Calasso trabajó para  la editorial Adelphi Edizioni desde su fundación en 1962, llegando a ser su presidente en 1999. En 1968 contrajo matrimonio con la escritora suiza Fleur Jaeggy.
En sus últimos años dio clases en la Universidad de Oxford, dentro del programa "Weinfield visiting professorship in European comparative literature", en especial sobre literatura y los dioses.

## Obra
En su obra como escritor desarrolla una reflexión sobre la cultura de la modernidad, empezando con La ruina de Kasch (1983), un libro del que Italo Calvino sentenció: "Este libro tiene dos argumentos: uno es Talleyrand. El otro es todo lo demás". Su siguiente libro, Las bodas de Cadmo y Harmonía (1988), es un relato de las principales historias de la mitología griega dirigido al lector contemporáneo, "un asombroso compendio de mitos griegos, centenares de ellos; es también una obra de historia, de antropología, de política y de filosofía, y hasta una guía de viaje".
En Los cuarenta y nueve escalones (1991) Calasso reúne sus ensayos dedicados a la modernidad en Europa. En Ka (1996), Calasso dirige su mirada a la mitología hinduista.
La literatura y los dioses (2001) está formado por ocho conferencias dictadas en 2000 en el marco de las Weidenfeld Lectures de la Universidad de Oxford. En K. (2002) reduce el campo de estudio a un único autor, Franz Kafka, donde "a partir de dos novelas, El proceso y El castillo, ofrece una nueva lectura de la obra del autor checo". La locura que viene de las ninfas (2005) es una colección de ensayos relacionados entre sí cuya temática va desde Fedro hasta Lolita. El rosa Tiepolo (2006) sigue la misma línea, dirigiendo su mirada a la obra del pintor Giambattista Tiepolo. En La Folie Baudelaire (2008), Calasso vuelve a abrir su lente para apuntarlo a toda una civilización, en este caso, el París de la segunda mitad del siglo XIX y la vida y obra de la generación de artistas y escritores del posromanticismo de Baudelaire a Valéry.
El ardor (2010) es un regreso a la India en un exhaustivo análisis de la teoría y la práctica del sacrificio en la cultura védica. La actualidad innombrable (2017) se divide en dos partes: la primera es breve una historia del terrorismo islámico y una definición descarnada de la sociedad contemporánea, la segunda es una serie de fragmentos que ocurren entre 1933 y 1945 donde intervienen escritores e intelectuales como Ernst Jünger, Virginia Woolf, Céline, Benjamin o Simone Weil, pero también personajes como Goebbels o Himmler, presentados como la base de todo lo que ha sucedido desde entonces.

## Listado de trabajos
- L'impuro folle, Collana Biblioteca n.53, Milano, Adelphi, 1974, ISBN 978-88-459-0087-7.
- La rovina di Kasch, Collana Biblioteca n.129, Milano, Adelphi, 1983, ISBN 978-88-459-0537-7.
- Le nozze di Cadmo e Armonia, Collana Biblioteca n.200, Milano, Adelphi, 1988, ISBN 88-459-0308-7. Nuova ed. accresciuta e illustrata, Adelphi, Milano 2004, ISBN 88-459-1928-5.
- I quarantanove gradini, Collana Biblioteca n.241, Milano, Adelphi, 1991, ISBN 88-459-0854-2.
- Ka, Collana Biblioteca n.325, Milano, Adelphi, 1996, ISBN 88-459-1256-6.
- La letteratura e gli dèi, Collana Biblioteca n.404, Milano, Adelphi, 2001, ISBN 88-459-1592-1.
- K., Collana Biblioteca n.432, Milano, Adelphi, 2002, ISBN 88-459-1725-8.
- Cento lettere a uno sconosciuto, Collana Piccola Biblioteca n.500, Milano, Adelphi, 2003, ISBN 88-459-1798-3.
- La follia che viene dalle Ninfe, Collana Piccola Biblioteca n.530, Milano, Adelphi, 2005, ISBN 88-459-1985-4.
- Il rosa Tiepolo, Collana Biblioteca n.500, Milano, Adelphi, 2006, ISBN 88-459-2117-4.
- La Folie Baudelaire, Collana Biblioteca n.531, Milano, Adelphi, 2008, ISBN 978-88-459-2326-5.
- L'ardore, Collana Biblioteca n.563, Milano, Adelphi, 2010, ISBN 978-88-459-2521-4.
- L'impronta dell'editore, Collana Piccola Biblioteca n.642, Milano, Adelphi, 2013, ISBN 978-88-459-2774-4.
- Il Cacciatore Celeste, Collana Biblioteca n.650, Milano, Adelphi, 2016, ISBN 978-88-459-3078-2.
- L'innominabile attuale, Collana Biblioteca n.675, Milano, Adelphi, 2017, ISBN 978-88-459-3207-6. - con un poscritto 2020 dell'Autore, Collana gli Adelphi, Adelphi, 2020, ISBN 978-88-459-3527-5.
- I geroglifici di Sir Thomas Browne, Collana i peradam, Milano, Adelphi, 2018, ISBN 978-88-459-3309-7.
- Il libro di tutti i libri, Collana Biblioteca n.700, Milano, Adelphi, 2019, ISBN 978-88-459-3417-9.
- Come ordinare una biblioteca, Collana Piccola Biblioteca n.750, Milano, Adelphi, 2020, ISBN 978-88-459-3490-2.
- La Tavoletta dei Destini, Collana Biblioteca n.714, Milano, Adelphi, 2020, ISBN 978-88-459-3512-1.

### Edición y traducciones
- Il racconto del Pellegrino. Autobiografia di Sant'Ignazio di Loyola, Collana Biblioteca n.10, Milano, Adelphi, 1966, pp. 108, ISBN 978-88-459-3048-5.
- Karl Kraus, Detti e Contraddetti, Collana Biblioteca n.38, Milano, Adelphi, 1972, ISBN 978-88-459-0072-3.
- Sentieri tortuosi. Bruce Chatwin fotografo, Milano, Adelphi, 1998, ISBN 88-459-1380-5.
- Franz Kafka, Aforismi di Zürau, Collana Piccola Biblioteca n.511, Milano, Adelphi, 2004, ISBN 978-88-459-1873-5.

### Discursos y artículos
- L'editoria come genere letterario, lettura tenuta il 17 ottobre 2001 a Mosca in occasione di una mostra dedicata alla casa editrice Adelphi; pubblicata su «Adelphiana» il 16 novembre 2001 (PDF).

## Edición en castellano
- La mayor parte de la traducción de su obra en castellano forma parte del catálogo de la Editorial Anagrama.[8]